# Janeene Vickers
Janeene Vickers (née le 3 octobre 1968 à Torrance) est une athlète américaine spécialiste du 400 mètres haies. 

## Carrière

### Palmarès
| Date | Compétition                  | Lieu      | Résultat | Performance |
| ---- | ---------------------------- | --------- | -------- | ----------- |
| 1986 | Championnats du monde junior | Athènes   | 4e       | 52 s 25     |
| 1991 | Championnats du monde        | Tokyo     | 3e       | 53 s 47     |
| 1992 | Jeux olympiques d'été        | Barcelone | 3e       | 54 s 31     |

### Records
| Épreuve          | Performance | Lieu    | Date            |
| ---------------- | ----------- | ------- | --------------- |
| 400 mètres       | 52 s 25     | Athènes | 18 juillet 1986 |
| 400 mètres haies | 53 s 47     | Tokyo   | 29 août 1991    |